# Движение «Георгиев день»
Движение «Георгиев день» (болг. Движение Гергьовден) — политическая партия в Болгарии. Зарегистрирована около 1997 года. Председатель партии с 2007 года — Петр Стоянович, заместитель председателя — Ася Михайлова. На парламентских выборах 2016 года поддержала Ивайло Калфина. На выборах в июле 2021 года вошла в коалицию Герб-СДС.

## Известные члены
- Слава Трифонов - телеведущий сатирической телепередачи Ку-Ку.